# Anica Gudelj
Anica Gudelj (* 27. Oktober 1991 in Mostar) ist eine bosnisch-kroatische Handballspielerin.

## Karriere
Zu Beginn ihrer Karriere spielte sie in ihrer Heimat für HRK Katarina Mostar, ŽRK Borac Banja Luka und HŽRK Grude in der ersten Liga. Hier konnte sie mehrfach die Meisterschaft gewinnen und internationale Erfahrungen im EHF Challenge Cup sammeln. Sie spielte ab 2016 für den deutschen Erstligisten SV Union Halle-Neustadt. Mit der Mannschaft stieg sie 2017/18 und 2019/20 in die 1. Bundesliga auf. 2023 wechselte sie nach Rumänien zu CSM Corona Brașov.
Gudelj hütet das Tor der bosnisch-herzegowinischen Nationalmannschaft.

## Privates
Ihre jüngere Schwester Marija Gudelj spielte ebenfalls Handball für die SV Union Halle-Neustadt und die bosnisch-herzegowinischen Nationalmannschaft.